# Largeur locale
La largeur locale (en anglais : local feature size) fait référence à plusieurs concepts liés à l'infographie et géométrie algorithmique de mesure de la taille d'un objet géométrique à proximité d'un point particulier. 
- Étant donné une variété différentielle {\displaystyle M}, la largeur locale en tout point {\displaystyle x\in M} est la distance entre {\displaystyle x} et l'axe médian {\displaystyle M}[1].
- Étant donné un graphe planaire à lignes droites, la largeur locale en tout point {\displaystyle x} est le rayon de la plus petite boule fermée de centre {\displaystyle x} qui intersecte deux caractéristiques disjointes (sommets ou arêtes) du graphe[2].